# ヤンマイエンプレート

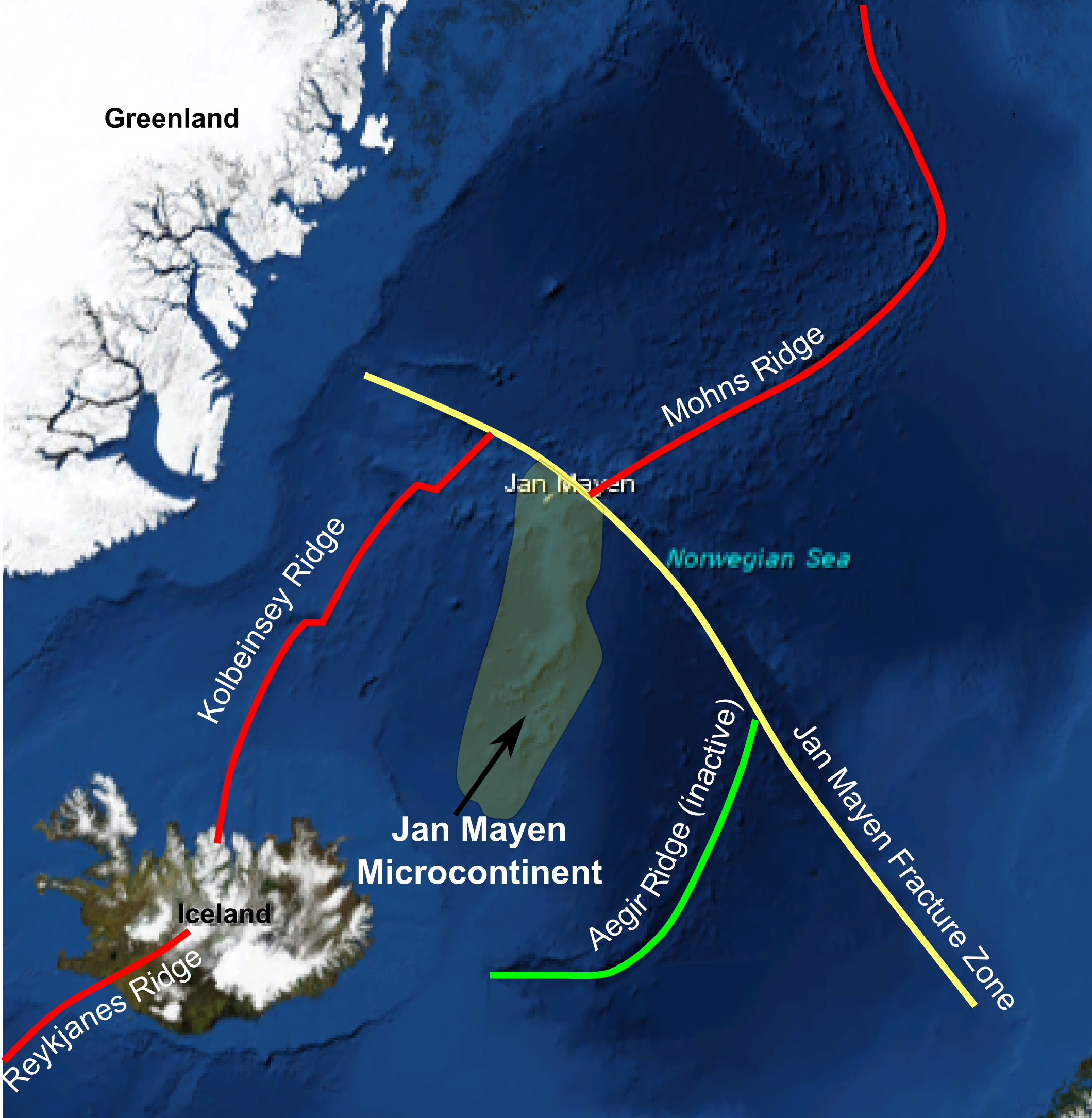
ヤンマイエンプレートとその周辺

ヤンマイエンプレート（英語:Jan Mayen Microplate）とは、大陸地殻であるユーラシアプレートの一部を形成するアイスランド北東にあるプレート。

## 地理
幅160キロメートルのヤンマイエン断裂帯から南に500キロメートル程に亘って存在している。また、このプレートの最北部にはヤンマイエン島が存在する。地形としてはヤンマイエン海嶺を始めとする海嶺とその間に介在する海盆によって形成されており、地震波による調査によって、断層が南北方向及び南西北東方向に位置する事が判っている。プレートの厚さは最大で16kmで、プレート東側に存在している。

## 歴史
約5500万年前の始新世にユーラシアプレートとグリーンランドプレートの間にレイキャネス海嶺によって出来たとされ、エーギル海嶺が活動していない間にユーラシアプレートの一部分になったとされる。大陸から引き剥がされて横滑りしたこのような地塊のことを，大陸スリバー（continental sliver）と呼ぶ。そして東グリーンランドと隔絶され、コルベインゼイ海嶺を形成した。その後始新世の間にエーギル海嶺とコルベインゼイ海嶺によって反時計回りに30度～50度程回り、この事によって現在でも海底面に存在している。現在このプレートは水深、フリーエア異常、磁気異常等を元にして定められ、地震波の反射や屈折等 でプレートとしての存在が確かめられている。